# Carl Frick (1863–1924)

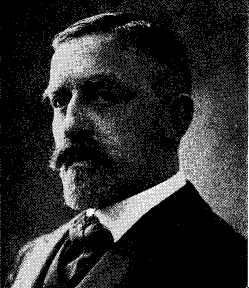
Carl Frick.

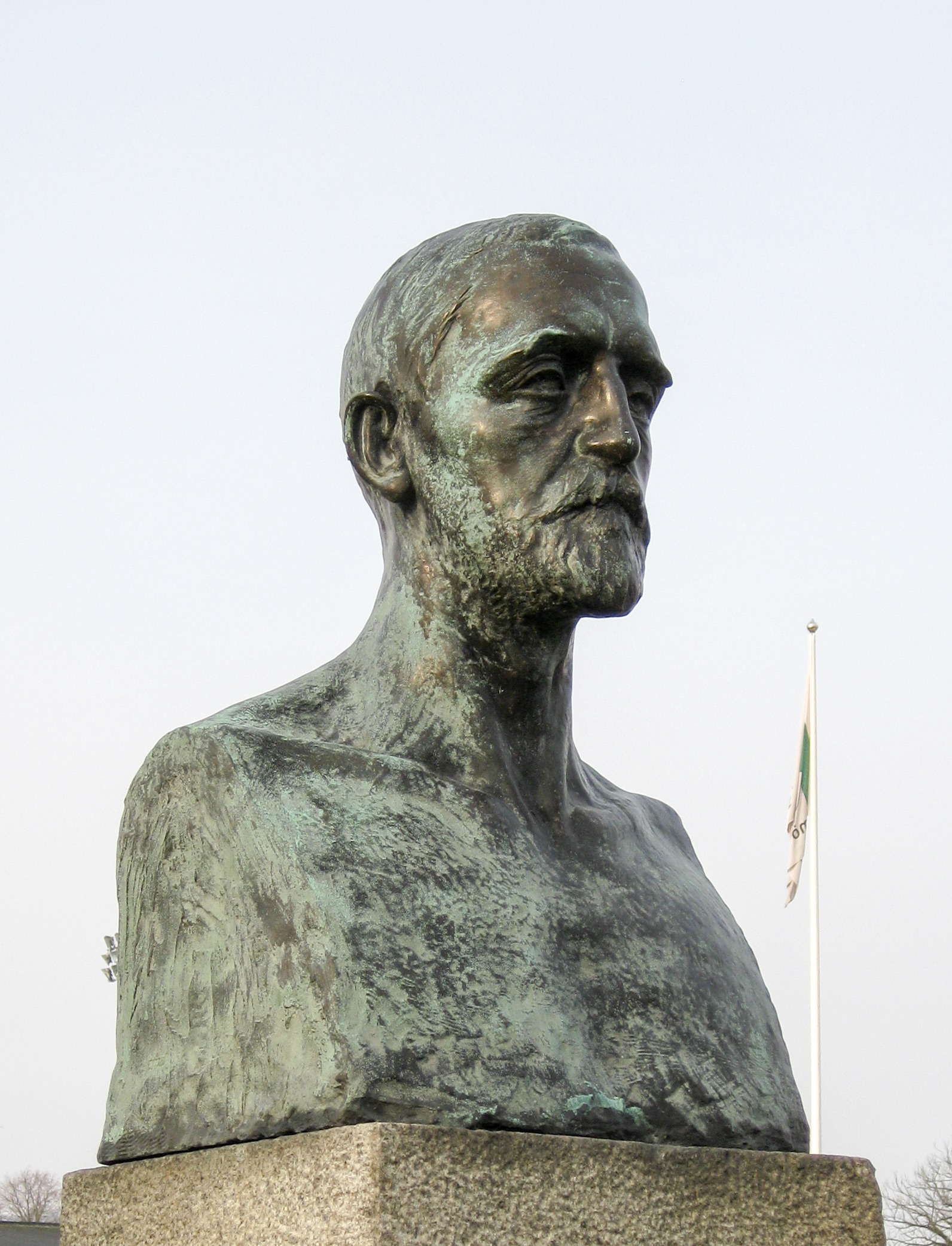
Bysten av Carl Frick vid Malmö IP.

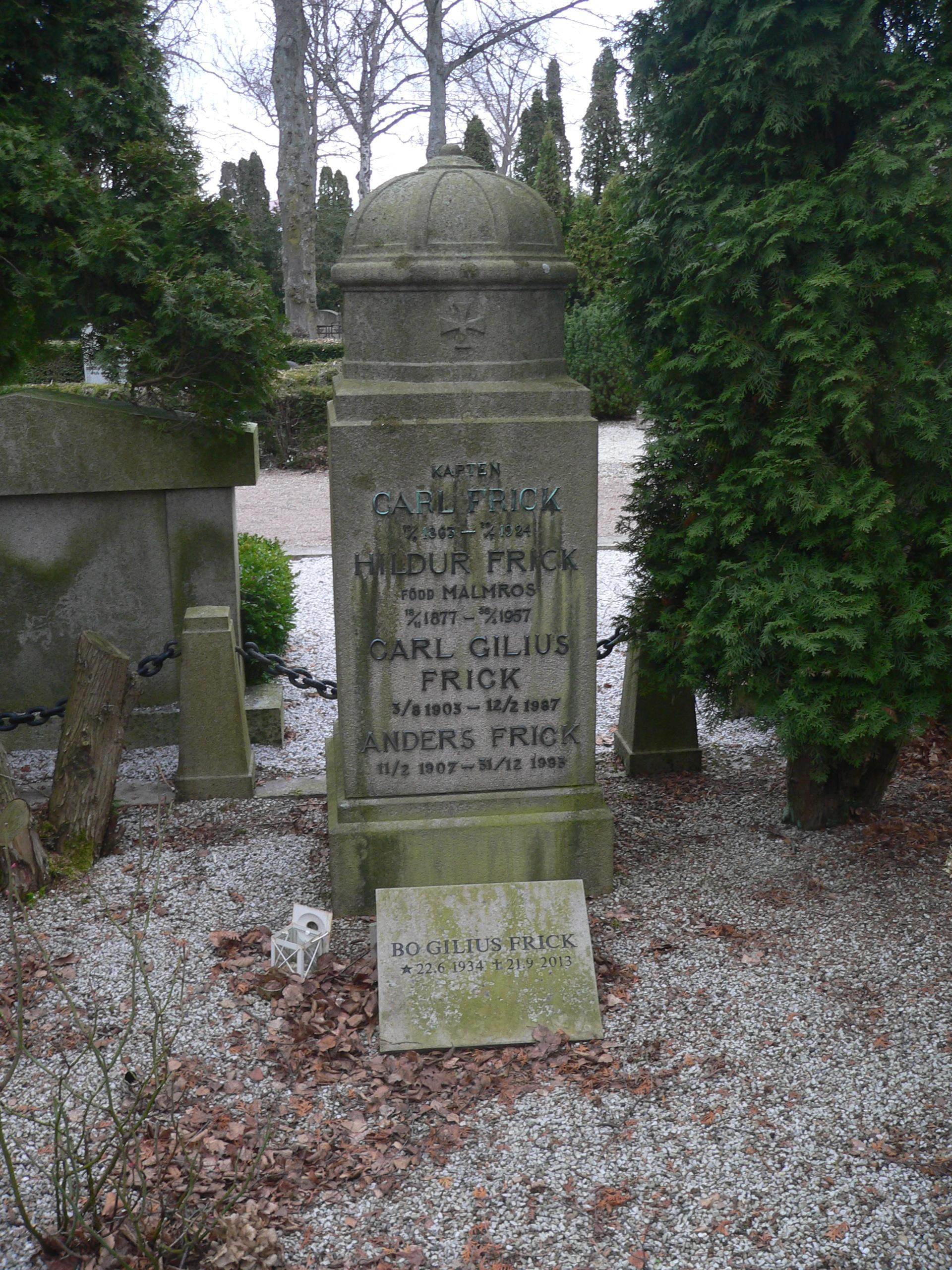
Carl Fricks grav på Sankt Pauli mellersta kyrkogård, kvarteret Annelund, gravplats 240.

Carl Frick, född 19 september 1863 i Malmö, död 29 juli 1924, var en svensk sjökapten och företagsledare.
Frick avlade styrmansexamen 1883, ångbåtsbefälhavarexamen 1885 och sjökaptensexamen samma år, allt vid Navigationsskolan i Malmö. Han var anställd i kofferditjänst 1880–90, anställdes hos Sjöförsäkrings AB Öresund i Malmö och blev kontorschef där 1892. Han startade en egen försäkrings- och haveriagenturaffär i Malmö under firma von Essen & Frick 1895, vilket firmanamn ändrades till Frick & Frick 1903 (aktiebolag 1917).
Frick var styrelseordförande i Pehr Fricks fabrikers AB från 1908, i AB Berthold Dieden & Co från 1917, i AB Ljungskogens strandbad från 1918, för Malmö stads gas- och elektricitetsverk från 1919 samt styrelseledamot i ett flertal andra bolag. Han var vice ordförande i Malmö sjöfartsförening från 1905 och fullmäktig i Skånes handelskammare från 1910. Han var ledamot av Malmö stadsfullmäktige 1909–12. Han verkade ivrigt för idrotten och var skapare av den 1896 invigda Malmö IP, där en av Axel Ebbe utförd bronsbyst (1926) av honom rests. 
Frick utgav bland annat broschyrer rörande frihamnsfrågan i Malmö samt Släkten Frick i Sverige (1893) och Malmö idrottsplats sommaren 1913, jemte plan för organisationen af Baltiska spelen i Malmö år 1914 (1913).
Carl Frick var son till konsulen och vinhandlaren Otto Fredrik Frick (1834–1906) och dennes maka Maria Jacobina (född Frick). Han gifte sig 1902 med Hildur Malmros (1877-1957, dotter till Carl Frans Malmros, 1846-1891, och  Laura Maria Hintze, 1852-1938) och tillsammans fick de sonen Carl Gilus Frick (född 1903 och direktör i Frick & Frick från 1929) samt ytterligare tre barn.
Carl Frick tilldelades Vasaorden (riddare) 1914.